# Nové Holešovice
Nové Holešovice je malá vesnice, část obce Slepotice v okrese Pardubice. Nachází se asi 2 km na jih od Slepotic. V roce 2009 zde bylo evidováno 13 adres. V roce 2001 zde trvale žilo 9 obyvatel.
Nové Holešovice leží v katastrálním území Lipec u Slepotic o výměře 1,81 km2.

## Historie
První písemná zmínka o obci pochází z roku 1318.